# Родоський замок
36°26′45″ пн. ш. 28°13′27″ сх. д. / 36.4457° пн. ш. 28.2241° сх. д.
Родоський замок, іноді Родоський палац чи Родоська фортеця — основна оборонна споруда середньовічного міста Родос, колишньої резиденція великого магістра Родоського ордена. Нині пам'ятка  Світової спадщини ЮНЕСКО (з 1988 року), музей, головна туристична пам'ятка острова Родос.

## Історія
Фортецю почали будувати лицарі-госпітальєри в 1309 році, які володіли островом в Середньовіччя. Після втрати хрестоносцями Святої землі сюди була перенесена резиденція великого магістра ордену. На думку сучасників, наприкінці XV століття родоська фортеця була найсучаснішою і найбільш неприступною з християнських фортець. Фортеця захищала вхід до Егейського моря.
Лицарі-госпітальєри обороняли Родос від нападу мусульман в продовж 213 років. Фортеця витримала дві великі облоги 1444 року султана Єгипту Джакмака аз-Захіра і 1480 року султана Мехмеда II. Завдяки неприступності лицарської твердині Родос упав на 70 років пізніше Константинополя. Допоміжними укріпленнями Родоської фортеці на острові були Ліндос, Фараклос і Монолітос, а також Коська фортеця на сусідньому острові Кос, яким також управляли госпітальєрами.
В облогу 1480 року фортеця брала на себе до 1 000 гарматних снарядів на день, але змогла встояти. Проте через обмеженість ресурсів невеликого посушливого острова, особливо після утвердження турків-османів в Малій Азії, вона почала все гостріше відчувати брак робочої сили і продовольства, яке доводилося тепер завозити з Сицилії.

### Падіння фортеці
1520 року, коли над Родосом нависла небезпека нового турецького нашестя, великий магістр Фабріціо дель Каретто запросив з Італії знаменитого фортифікатора Басіліо делла Скала, Маттео Джіоні, Героламо Бартолуччі та Габріеле Тадіно да Мартиненго, які взялися за ремонт і поліпшення всієї інфраструктури фортеці. Фортеця впала лише в 1522 році, після шестимісячної облоги 100-тисячною армією Сулеймана Великого, після того як в її захисників закінчились припаси та порох. Захисники фортеці та уцілілим цивільним християнам залишили острів на 50 кораблях з бойовими прапорами, артилерію і святими реліквіям місцевих храмів.
Після остаточного завоювання острова турками 1523 року Родоська фортеця захищала турецьку Малу Азію до 1912 року, коли острів захопила Італія. Палац великих магістрів 1856 року постраждав від випадкового вибуху складу пороху. Його відновили італійці в 1930-ті роки за наполяганням Муссоліні і короля Віктора Еммануїла III та він їм належав до 1943 року, а в Палаці великих магістрів була створена літня резиденція для італійських правлячих осіб. З 1947 року острів Родос входить до складу Грецької Республіки. 

## Розбудова фортеці

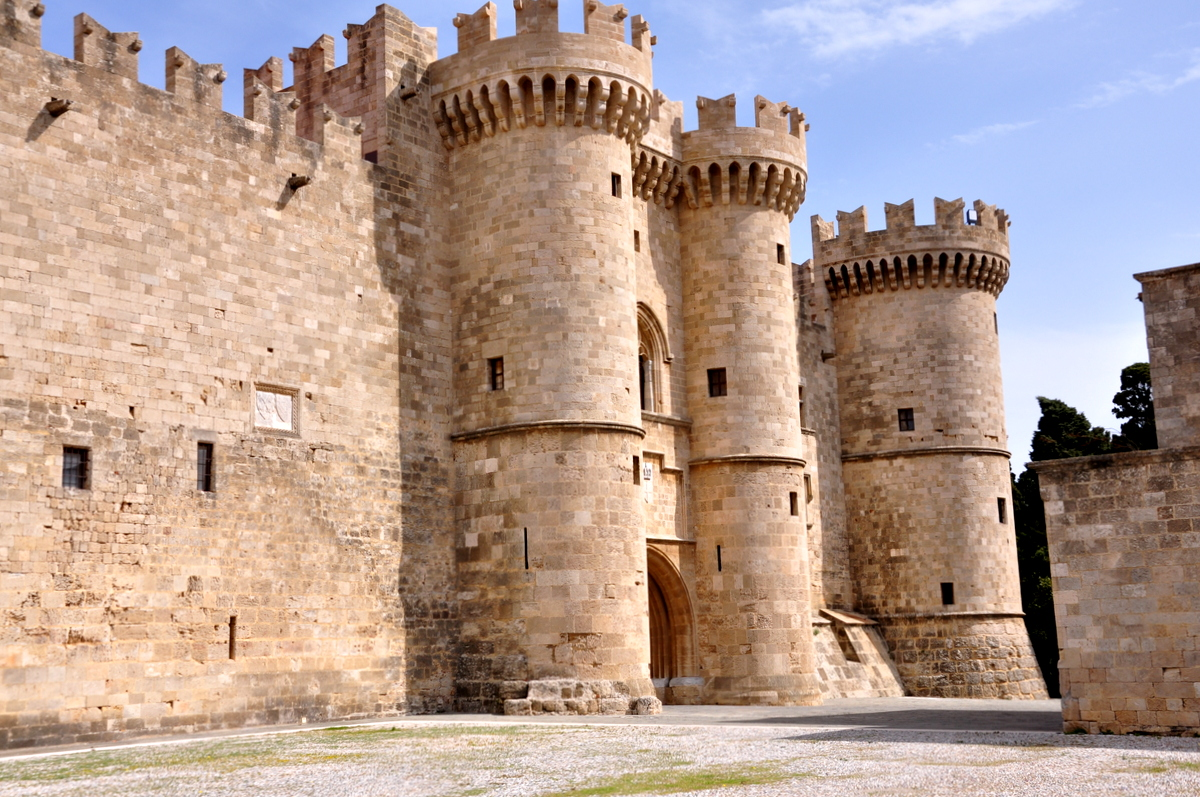
Головна брама Палацу великих магістрів замку

В кінці IV століття до н.е. місто вже було обнесене оборонними стінами, що дозволило протистояти в 305 р. до н. облозі Македонія Поліоркета, короля Македонії. В 226 р. до н.е. землетрус сильно пошкодив укріплення, проте їх невдовзі відновили.
Спочатку будівництво розгорталось повільно через брак коштів, але після 1312 року, коли госпітальєрам відійшла частина коштів переслідуваних тамплієрів, багатств, вивезених з Святої землі та отримання пожертув від багатьох європейських монархів, розбудова пришвидчилась. Попередні укріплення на острові були розібрані та перебудовані та лише біля Палацу великих магістрів був збережений фрагмент укріплень візантійської епохи. На початку XV століття цитадель оточували квадратні вежі і сухий рів, а по оборонному периметру розташовувалось сім воріт. Після відбиття облоги в фортеці в 1444 році з'явилися перші круглі вежі, а в період між 1457 і 1465 роками закінчено спорудження міських стін. Після відбиття облоги 1480 року за розпорядження великого магістра ордену П'єра Д'Обюссона зменшено кількість воріт, а ті що залишились значно укріпили, також були посилені за рахунок масивних земляних валів, облицьованих каменем відкриті ділянки стін. В 1481 році землетрус пошкодив стіни. На початку XVI століття  був споруджений новий сухопутний вхід – ворота Амбуаз, розташований на захід від Палацу великих магістрів (за правління великого магістра Емері д'Амбуаза). Пізніше фортечна стіна з боку суші була збільшена в товщину майже втричі, надбудовані вежі, з'явилася також і друга лінія ровів  (за правління великого магістра Фабріціо дель Каррето). Турки не здійснювали значних перебудов укріплень замку.

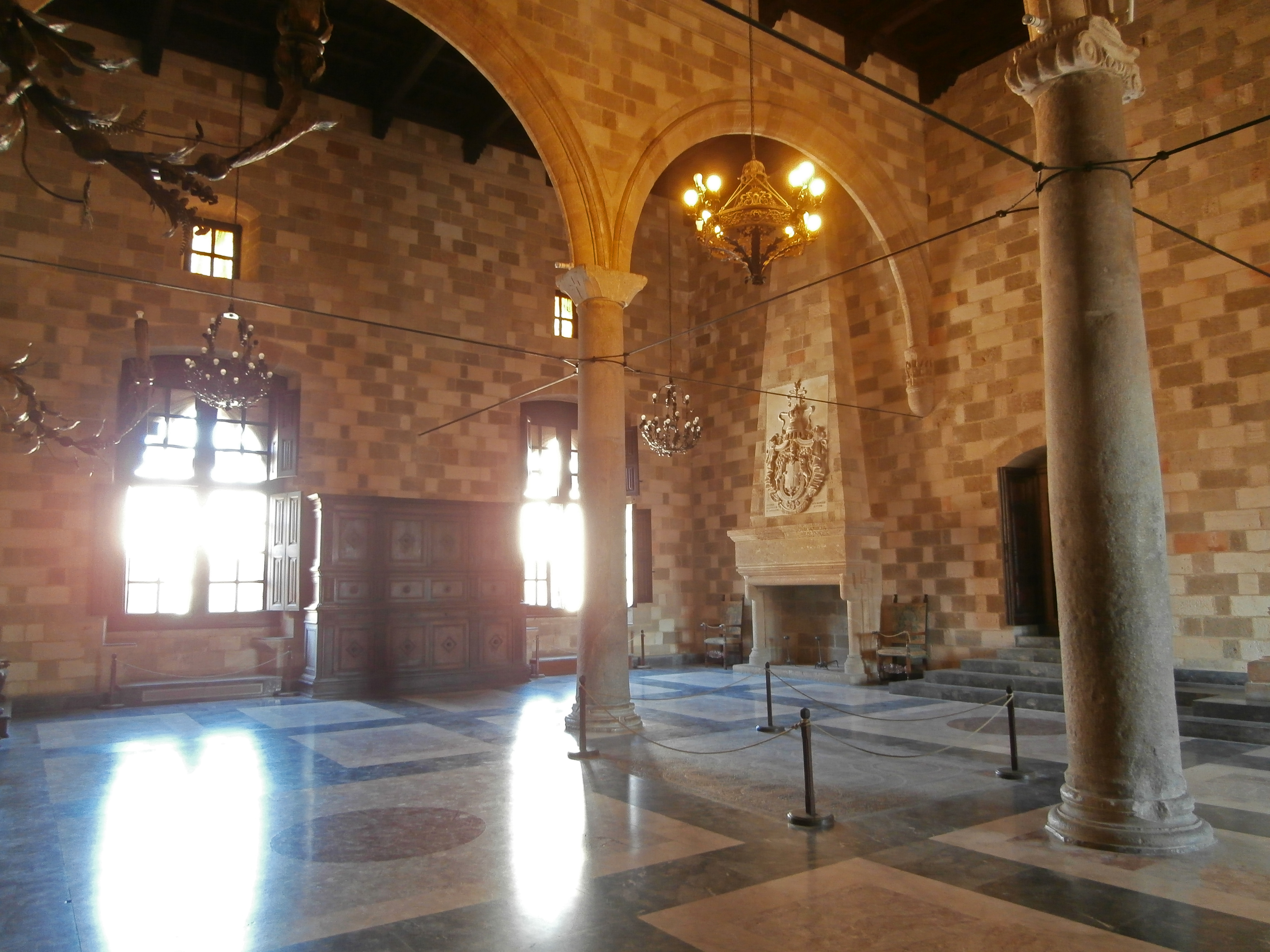
Інтер’єр замку

## Фортеця зараз
У фортеці є 11 воріт, частина з яких побудована в давні часи, частина новіші. Є також низка бастіонів, таких як Бастіон Святого Юрія, Бастіон Дель Карретто (Бастіон Італії), Башта Naillac, яка височіла над гаванню, Башта вітряків, через 13 вітряків, як були там розміщені, відома також як Французька вежа або Вежа ангела (побудована на природному молі на схід від гавані), Вежа та форт Святого Миколая, які захищали гавань.